# Baden-Württemberg-ösztöndíj
A Baden-Württemberg-ösztöndíj középiskolás diákoknak, egyetemi hallgatóknak és fiatal pályakezdőknek nyújt lehetőséget nemzetközi tapasztalatszerzésre. Az ösztöndíj célja a nyelvtudás fejlesztése mellett, szakmai és interkulturális kompetenciák elsajátítása. A német Baden-Württemberg tartomány alapítványánál (Baden- Württemberg Stiftung) tanulmányi részképzésre, szakmai gyakorlatra és csereprogramokra is lehet pályázni a 6 támogatási program keretében.

## Pályázati lehetőségek

### Középiskolás diákok
A Baden-Württemberg Alapítvány 15-18 év közötti diákok számára biztosítja külföldi részképzés lehetőségét. Az egyéves tanulmányút a csere elvén alapul, annyi külföldi pályázót fogad Baden-Württemberg, ahány tartománybeli német diák a célországok valamelyikébe utazik. A projekt felelőse az AFS Nemzetközi Csereprogram Alapítvány. A program célja Baden-Württemberg európai, ezen belül főleg kelet-európai kapcsolatainak támogatása a diákcserék által.

### Egyetemi hallgatók
Egyetemi hallgatók baden-württembergi partnerintézményekről szintén pályázhatnak külföldi részképzésre, egy vagy két szemeszterre. A támogatási időszak 4-11 hónap lehet. Az ösztöndíjas helyek kizárólag a csereprogram keretében kerülnek kiosztásra, melynek célja a magasan képzett külföldi és német hallgatók tapasztalatcseréje.

### Fiatal pályakezdők
Felsőoktatási végzettséggel rendelkezők számára az alapítvány szakmai gyakorlatot vagy továbbképzést kínál. A külföldi tartózkodás alatt új munkavégzési technikák megismerésére, szakmai képességek fejlesztésére nyílik lehetőség. 

## Walter-Hallstein Program
A program célja szakmai gyakorlat teljesítése Baden-Württemberg valamely közigazgatási intézményében. A kelet-közép európai országokból pályázóknak európai vonatkozású tanulmányokat kell folytatniuk, vagy ilyen végzettséggel kell rendelkezni. A jogi, gazdasági, politikai vagy közigazgatási szakirányok kifejezett támogatást élveznek. 

## Andrássy Gyula Budapesti Német Nyelvű Egyetem
A Magyarország, Németország, Ausztria, Svájc, Bayern és Baden-Württemberg tartományok által fenntartott nemzetközi egyetem hallgatói rövid távú, külföldi kutatási és tanulmányi ösztöndíjakra pályázhatnak. A csereelv alapján a baden-württembergi hallgatók az Andrássy Egyetem valamely mesterképzésére nyújthatnak be támogatási kérelmet.

## Filmgyártás szakirány
A Filmakadémia Baden-Württemberg hallgatói maximum 9 hetes Los Angeles-i (Hollywood Workshop) filmgyártási oktatásra és szakmai gyakorlatra pályázhatnak. 2008 óta franciaországi gyakorlati hellyel (Fiction 35) bővült a kínálat.